# SN 2001fn
SN 2001fn – supernowa odkryta 9 października 2001 roku w galaktyce A022900+0042. W momencie odkrycia miała maksymalną jasność 22,30m.